# École secondaire Loyola c. Québec (Procureur général)
École secondaire Loyola c. Québec (Procureur général) est un arrêt important de la Cour suprême du Canada en matière de liberté de religion, rendu en 2015.  

## Les faits
Le gouvernement québécois a tenté d'imposer le cours Éthique et culture religieuse à l'École secondaire Loyola (en), une école privée catholique de tradition jésuite. Le cours ECR a une optique strictement laïque fondée dans ce que le gouvernement du Québec nomme le « pluralisme normatif ». Le gouvernement a interdit à l'école Loyola de monter un cours alternatif fondé sur ses propres valeurs. L'école Loyola a contesté cette décision gouvernementale jusqu'en Cour suprême.

## Historique judiciaire antérieur
Le procès de première instance Loyola a duré cinq jours, on trouvera le compte-rendu du procès, la requête du collège, lettre à la ministre, plaidoirie des deux parties. La décision du juge a été favorable à la Loyola High school.
La Cour d'appel du Québec a renversé la décision du juge de première instance.

## Décision de la Cour suprême
L'affaire a été portée devant la Cour suprême du Canada et entendue le lundi 24 mars 2014.
La Cour suprême en est venue à la conclusion que la seule réponse à la demande d’exemption de Loyola qui soit conforme à la Constitution consiste à lui donner une suite favorable. Elle a conclu que « le fait d’empêcher une école comme Loyola d’enseigner et d’étudier le catholicisme, le cœur de son identité, selon sa propre perspective dans le cadre de l’ensemble du programme contribue peu à l’atteinte des objectifs du programme ÉCR tout en portant gravement atteinte aux valeurs qui sous-tendent la liberté de religion. La décision de la ministre est donc déraisonnable. » 